# Uziom wyrównawczy
Uziom wyrównawczy – uziom otokowy układany na zewnątrz konturu uziemienia i połączony metalicznie z uziemieniem. Uziom wyrównawczy ma na celu zmniejszenie stromości rozpływu potencjału na powierzchni ziemi na zewnątrz obszaru chronionego przez uziom kratowy. 
Uziom wyrównawczy układany jest na głębokości 120 centymetrów w odległości 2 metrów w linii poziomej od uziomu kratowego i połączony z nim przynajmniej co 20 metrów. W stacjach transformatorowych uziom wyrównawczy powinien być położony w odległości 3 metrów od ogrodzenia. Dodatkowy otok uziomu wyrównawczego instaluje się w odległości 1 metra od ogrodzenia na zewnątrz stacji, na głębokości 100 centymetrów. Uziom ten nie jest połączony z uziomem stacji.